# Kazakistan al Turkvision Song Contest
Il Kazakistan ha partecipato a tutte le edizioni del Turkvision Song Contest a partire dal debutto del concorso nel 2013. La rete che cura le varie partecipazioni è la Adam Media Group. Fino ad ora vanta una vittoria nel 2014 e un secondo posto nel 2015

## Partecipazioni
- Primo posto
- Secondo posto
- Terzo posto
- Ultimo posto

| Anno | Artista            | Canzone                   | Posizione           | Punti               | Note                |
| ---- | ------------------ | ------------------------- | ------------------- | ------------------- | ------------------- |
| 2013 | Rin'go             | "Birlikpen alğa"          | 9                   | 178                 |                     |
| 2014 | Zhanar Dugalova    | "Izin korem" (Ізін көрем) | 1                   | 225                 |                     |
| 2015 | Orda               | "Olay emes" (Олай емес)   | 2                   | 185                 |                     |
| 2017 | Dimash Kudaibergen | Edizione cancellata       | Edizione cancellata | Edizione cancellata | Edizione cancellata |
| 2020 | Almaz Kopžasar     | Kim ol                    | 25                  | 159                 |                     |